# Administrator
Administrator används inom katolska kyrkan som benämning bland annat på den av påven utsedde förvaltaren av ett biskopsstift sede impedita, det vill säga då biskopen med våld hindrats att själv förestå det.
Under reformationen var i Tyskland administrator titeln för de av domkapitlen valda protestantiska furstar, som förvaltade förut katolska, men till protestantismen övergångna stift.